# Таннер, Эван
Эван Ллойд Таннер (англ. Evan Lloyd Tanner, 11 февраля 1971, Амарилло, Техас, США — 8 сентября 2008, Пало-Верде, Калифорния, США) — американский боец смешанных единоборств, писатель, блогер, путешественник. Бывший чемпион UFC в среднем весе, а также первый американец, которому удалось выиграть турнир Pancrase Neo-Blood в Токио, Япония.
Таннер стал чемпионом UFC 51 в феврале 2005 года, победив ТКО в первом раунде Дэвида Террелла. Считается, что Таннер является одним из первых в смешанных единоборствах, кто начал активно использовать удары локтями и проводить затяжные атаки из позиции граунд энд паунд.  
Таннер также является неординарным бойцом, так как у него первоначально не было многих навыков, а также тренера и зала, часть упражнений и приемов он осваивал при просмотре видеокассет. Кроме того, он один из первых бойцов, кто начал активно использовать социальные сети для взаимодействия со своими фанатами. 
В поздних боях выходил в толстовке с надписью «Верь в Силу Одного» (англ. Believe in the Power of One). 
У Таннера есть несколько значимых побед над такими бойцами как Робби Лоулер, Хит Херринг, Икухиса Минова, Фил Барони (дважды), Пол Бентелло.

## Статистика
| Боёв 40          | Побед 32 | Поражений 8 |
| ---------------- | -------- | ----------- |
| Нокаутом         | 12       | 6           |
| Сдачей           | 17       | 1           |
| Решением         | 3        | 1           |
| Дисквалификацией | 0        | 0           |
| Не состоявшихся  | 0        | 0           |

## Биография
Таннер родился в Амарилло, штат Техас и окончил среднюю школу Кэпрок в 1989 году, где дважды становился чемпионом штата по рестлингу, хотя занимался этим видом спорта совсем немного. Таннер также посещал Симпсон колледж в штате Айова, однако бросил в 19 лет так как не получал "реального образования", которое искал. После этого путешествовал по стране, сменил несколько работ, в том числе кабельщика, строителя, мойщика посуды, кондитера, копателя траншей. После одного семестра в университете Оклахомы он вернулся в Амарилло и открыл собственный турнир по смешанным единоборствам. Это был собственный зал и собственные тренировки, которые подтолкнули Таннера к дальнейшему развитию профессиональной карьеры.
В период выступлений в UFC Таннер жил в Портленде и Лас-Вегасе. В 2008 году переехал в Ошенсайд (Калифорния).

## Карьера в смешанных единоборствах
Таннер, у которого за плечами был только школьный опыт выступлений в соревнованиях по рестлингу, начал карьеру в смешанных единоборствах в 1997 году, когда друзья убедили его принять участие в местном турнире по правилам MMA, который проводила ныне не существующая федерация рестлинга Unified Shoot. Таннер выиграл турнир, победив за один день трёх бойцов, в том числе претендента на пояс UFC в тяжёлом весе Пола Бентелло.
После этого успеха Таннер начал тренировать навыки болевых приемов и грэпплинга на основании просмотра специализированных видеокурсов, подготовленных семьёй Грэйси. Таннер продолжал принимать участие в местных шоу и турнирах в Техасе и Айове, а затем отправился в Японию в организацию Pancrase. Там он принял участие в пяти боях, во всех одержал победы. Еще один раз выступал в USWF, а затем после приглашения отправился в UFC.
Дебютировал в UFC в 1999 году на турнире UFC 18, удушающим приемом заставив сдаться также уроженца Амарилло Даррелла Голара в первом раунде. В следующем бою в рамках UFC 19 в бою против болгарина Валерия Игнатова, который был известен как мастер болевых на ноги, впервые вышел на бой босиком. Таннер достаточно быстро перевел соперника на канвас, занял доминирующую позицию и закончил бой добиванием локтями.
Затем Таннер еще раз выступил в Pancrase, а также дважды защитил титул чемпиона USWF, сразившись с Раулем Ромеро и Винни Никсоном. Следующим шагом стало приглашение на турнир UFC 29, где он одержал победу над Лэнсом Гибсоном техническим нокаутом.

## Смерть
Решил отправиться в путешествие в пустыню в одиночку. Таннер объявил о таких планах 27 августа 2008 года. Для этого он 3 сентября 2008 года приобрел мотоцикл и отправился в пустыню Пало-Верде (Калифорния). Набрав воды и бензина он отправился в путь, но не учел одного, жара на улице была под 50 градусов, очень скоро вода и бензин закончились, тогда он решил разбить лагерь, чтобы собраться с силами, но проснуться живым ему уже не было суждено. Перед смертью он посылал сообщения родным и близким с просьбой помочь, но в пустыне не было связи.
Экспертиза показала, что Таннер умер 4 или 5 сентября, но его тело обнаружили лишь 8 сентября и эта дата официально считается датой смерти.

## Достижения
- Pancrase
  - Победитель турнира 1998 года Pancrase[5]
  - Первый не-японец, выигравший турнир Pancrase
  - Первый американец, выигравший турнир Pancrase
  - Второй возрастной боец, выигравший турнир Pancrase
  - Четвертый боец, выигравший турнир Pancrase
  - Победитель UFC без титула King of Pancrase
  - Шестой боец Pancrase, ставший чемпионом UFC
  - Первый и единственный боец, выигравший титул чемпиона Pancrase и UFC